# Ceroma sylvestris
Ceroma sylvestris är en spindeldjursart som beskrevs av Lawrence 1938. Ceroma sylvestris ingår i släktet Ceroma och familjen Ceromidae. Inga underarter finns listade i Catalogue of Life.